# Javier Palacín
Javier Palacín Salgado es un exciclista profesional español. Nació en San Sebastián (País Vasco) el 25 de noviembre de 1971. Sólo fue profesional tres años, entre 1994 y 1996.
No consiguió ninguna victoria, pero fue segundo en el G. P. Llodio de 1994 y cuajó una excelente actuación en la Vuelta a la Comunidad Valenciana del mismo año.
Su hermano mayor José María Palacín también fue ciclista profesional.

## Palmarés
No obtuvo victorias en el campo profesional.

## Resultados en Grandes Vueltas y Campeonato del Mundo
Durante su carrera deportiva ha conseguido los siguientes puestos en las Grandes Vueltas y en los Campeonatos del Mundo en carretera:
| Carrera         | 1994 | 1995 | 1996 |
| --------------- | ---- | ---- | ---- |
| Giro de Italia  | -    | -    | -    |
| Tour de Francia | -    | -    | -    |
| Vuelta a España | Ab.  | -    | -    |
| Mundial en Ruta | -    | -    | -    |

-: No participa

Ab.: Abandono

## Equipos
- Euskadi (1994-1996)